# Madadayo - Il compleanno
Madadayo - Il compleanno (まだだよ?, Mādadayo, lett. "Non ancora") è un film del 1993 diretto da Akira Kurosawa, l'ultimo della sua carriera. Si trattò anche dell'ultimo film a cui aveva lavorato Ishiro Honda, regista e stretto collaboratore di Kurosawa, morto poco dopo le fine delle riprese.
Il film è basato sulla vita dell'accademico e artista giapponese Hyakken Uchida (1889–1971). Il titolo è un'espressione propiziatoria che, nella tradizione nipponica, gli anziani declamano il giorno del loro compleanno per posticipare la data della propria morte.

## Trama
Tokyo, 1943. Uchiha, un maturo professore universitario di letteratura tedesca, lascia l'insegnamento per ritirarsi a vita privata, nonostante il parere negativo della moglie nei confronti della sicurezza nel vicinato; difatti, la loro casa viene persino rasa al suolo a seguito di un bombardamento statunitense, e i due devono trasferirsi in un piccolo appartamento con ben poco con cui vivere.
Terminata la guerra, Uchiha decide di offrire a cinque discepoli una cena in ricordo degli anni trascorsi insieme, e da quel momento, gli ex allievi continuano a frequentare il loro insegnante, celebrando ogni anno un banchetto in suo onore, che viene ben accolto nonostante la scarsità di viveri; la particolarità del banchetto è che il rito prevede la domanda dei suoi allievi "Mada kai?" (tr. "Sei pronto?"), alla quale egli risponde: "Madadayo" (tr. "Non ancora"). Dopo il primo banchetto, due poliziotti statunitensi si uniscono ai festeggiamenti. Grazie all'aiuto degli studenti, Uchiha riesce a costruirsi una nuova casa per sé e la moglie, e adotta un gatto che chiamerà Nora.
Un giorno, il terreno di fronte alla casa di Uchiha viene acquistato da un costruttore edile convinto che la casa sia d'intralcio, al che Uchiha si oppone, sapendo che la costruzione sul terreno sovrasterà la sua casa; i discepoli si riuniscono, acquistano il terreno e lo restituiscono al venditore, il quale promette di non disturbare gli Uchiha. In seguito, purtroppo, Nora sparisce nel corso di una tempesta, senza che venga più trovata nonostante le ricerche in lungo in largo; caduto in depressione, Uchiha riesce però ad adottare un altro gatto, che chiamerà Kurz.
Di volta in volta, in occasione del compleanno del professore, la cena sarà sempre più sontuosa e riunirà un numero sempre maggiore di convitati; i discepoli di Uchiha hanno avuto dei figli, e in seguito anche dei nipoti. Al suo settantesimo compleanno, però, Uchiha viene colto da un infarto cardiaco dovuto a un'aritmia e viene portato a riposare. Nel sogno, vede sé stesso da bambino che gioca a nascondino con altri bambini; e come nei banchetti annuali, quando gli viene chiesto "Sei pronto?", Uchiha risponde "Non ancora". Alla fine trova un posto dove nascondersi, e fissa il sole nel cielo.

## Distribuzione
Il film fu presentato fuori concorso al 46º Festival di Cannes, e uscì nelle sale giapponesi il 17 aprile del 1993.

## Accoglienza
Il film incassò un totale di 300 milioni di yen al fronte di un budget di 1.3 miliardi.